# Celebrate!
Celebrate! hette Schweiz bidrag till Eurovision Song Contest 2004. Det var en glad disco/pop-låt som sjöngs av Piero & The Musicstars. Låten är skriven av Greg Manning. Den slutade sist med noll poäng.

## Listplaceringar
| Lista (2004) | Topplacering |
| ------------ | ------------ |
| Schweiz      | 11           |

### Fotnoter
1. ↑  ”Listplacering”. http://hitparade.ch/showitem.asp?interpret=Piero+Esteriore+%26+The+MusicStars&titel=Celebrate%21&cat=s. Läst 5 maj 2011.